# El Adelanto
El Adelanto est une ville du Guatemala dans le département de Jutiapa.